# Statue of Belief
Die Statue of Belief (Hindi विश्वास की मूर्ति, Vishvās kī Mūrti, Sanskrit विश्वास स्वरूपं, Vishvās Svarūpam) genannte Glaubensstatue ist eine Kolossalstatue, die Shiva, einen der Hauptgötter des Hinduismus, darstellt. Sie steht im Süden der Stadt Nathdwara im indischen Bundesstaat Rajasthan. Die Großstadt Udaipur befindet sich in einer Entfernung von ca. 40 Kilometern im Süden. Mit einer Höhe von 112,5 Metern ist die Statue of Belief die höchste Shiva-Statue weltweit (Stand 2022).

## Geschichte
Auf Initiative des indischen Geschäftsmanns Madan Paliwal, des Vorstandsvorsitzenden der Miraj Group begannen 2012 Planungen zum Bau der Statue. Das gestalterische Konzept wurde dem Studio Maturam Art übertragen, während das strukturelle Design von Skeleton Consultants entwickelt wurde. Der Bau der Statue und weiterer Teile der Anlage wurde an die Firma Shapoorji Pallonji E & C vergeben. Die Bauarbeiten begannen Anfang 2016.
Am 29. Oktober 2022 wurde die Statue offiziell von Ashok Gehlot, dem Ministerpräsidenten von Rajasthan, dem Prediger Morari Bapu und weiterer Ehrengäste eingeweiht. Seitdem ist sie für Besucher zugänglich.

## Beschreibung

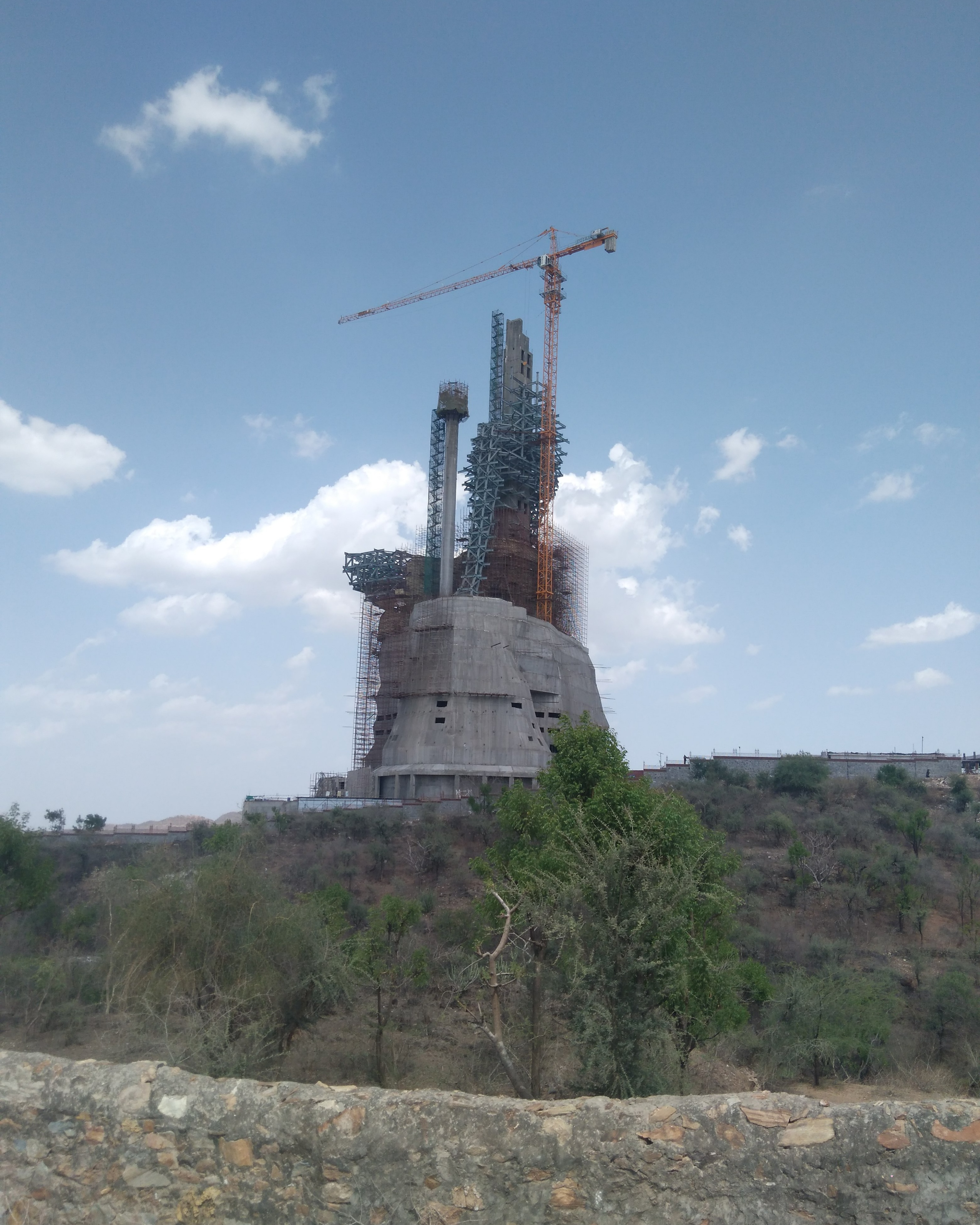
Statue während der Bauphase 2017

Ursprünglich war die Statue mit einer Höhe von 107 Metern (351 ft) geplant. Kurz vor Fertigstellung wurde jedoch an der Spitze der Statue eine sinnbildliche  Darstellung des heiligen Flusses Ganga, der aus Shivas verfilztem Haar fließt, hinzugefügt, sodass die Gesamthöhe nun 112,5 Meter (369 ft) beträgt.
Shiva wird in einer sitzenden Position mit gekreuzten Beinen dargestellt und hält eine Trishula in seiner linken Hand. Shivas linker Fuß wird über das Knie seines rechten Beins gekreuzt. Der Gesichtsausdruck ist meditativ. Auf seinen Schultern befindet sich eine Schlange. Die Statue ist als dreischichtige Struktur ausgelegt. Die innerste Schicht besteht aus gemauerten Kernen, die zweite Schicht ist ein strukturelles Stahlgerüst, die dritte Schicht eine Betonumhüllung. Alle drei Schichten sind miteinander verbunden. Die Oberfläche der Statue wurde gereinigt, sandgestrahlt und mit reinem flüssigem Zink besprüht, um eine Schutzbeschichtung zu bilden. Abschließend wurde die gesamte Oberfläche mit einer Kupferbeschichtung versehen, die der Statue die kupferrotbraune Färbung verleiht.
Zu den Einrichtungen der Anlage gehören ein Meditationsraum, ein Aufenthaltsraum für Besucher, das Verwaltungsbüro und eine VIP-Lounge. Durch den Hohlraum innerhalb der Schalenhaut können Besucher auf verschiedenen Ebenen zu zwei Aussichtsplattformen gelangen. Die auf einem Hügel errichtete Statue kann noch aus einer Entfernung von 20 Kilometern gesehen werden. Nachts wird sie farbig illuminiert. Durch die massive Bauweise soll die Statue angeblich bis zu 250 Jahre erhalten bleiben. Sie kann Windgeschwindigkeiten von bis zu 250 km/h standhalten.

## Nebenanlagen
Eine 7,6 Meter hohe und 11,0 Meter lange Skulptur von Nandi, Shivas Reittier, ist Teil des Projekts. Darüber hinaus gibt es mehrere Kräutergärten, einen Spielplatz, einen Brunnen und einen Verpflegungsbereich auf dem Gelände.